# 1997年澳大利亚网球公开赛
1997年澳大利亚网球公开赛，於1997年1月13日至1月26日在澳洲墨爾本舉行。

## 冠军
单打列出冠亚军以及决赛比分，双打列出冠军组合。

### 男子单打
主条目：1997年澳洲網球公開賽男子單打比賽
皮特·桑普拉斯（美國）6-2, 6-3, 6-3 卡洛斯·莫亞（西班牙）

### 女子单打
主条目：1997年澳洲網球公開賽女子單打比賽
瑪蒂娜·辛吉斯（瑞士）6-2, 6-2 瑪麗·皮爾斯（法國）

### 男子双打
主条目：1997年澳洲網球公開賽男子雙打比賽
托德·伍德布里奇（澳洲）/馬克·伍德福德（澳洲）

### 女子双打
主条目：1997年澳洲網球公開賽女子雙打比賽
瑪蒂娜·辛吉斯（瑞士）/娜塔莎·茲韋列娃（白俄羅斯）

### 混合双打
主条目：1997年澳洲網球公開賽混合雙打比賽
瑪儂·柏拉葛拉芙（荷蘭）/里克·利奇（美國）

## 外部連結
- 官方網站

| 前任： 1996年澳大利亚网球公开赛 | 澳大利亚网球公开赛 1997年 | 繼任： 1998年澳大利亚网球公开赛 |
| 前任： 1996年美国网球公开赛     | 网球大满贯 1997年         | 繼任： 1997年法国网球公开赛     |